# Списък на директорите на Националната библиотека „Св. св. Кирил и Методий“
Това е списък на директорите на Националната библиотека „Св. св. Кирил и Методий“ в София.

## Княжество България
- 1879 – 1880: Георги Кирков
- 1880: Петко Славейков
- 1884: Константин Иречек
- 1884 – 1894: Васил Стоянов
- 1894 – 1895: Димитър Маринов
- 1895 – 1899: Райчо Каролев
- 1899: Илия Миларов
- 1899 – 1901: Александър Козаров
- 1901 – 1902: Давид Панайотов
- 1902 – 1903: Владимир Шишманов
- 1903 – 1908: Стоян Заимов

## Царство България
- 1909 – 1911: Пенчо Славейков
- 1911 – 1913: Никола Бобчев
- 1913 – 1915: Александър Златанов
- 1915 – 1916: Михаил Тихов
- 1919 – 1922: Стилиян Чилингиров
- 1922 – 1923: Станимир Станимиров
- 1923 – 1928: Божан Ангелов
- 1928 – 1934: Велико Йорданов
- 1934 – 1944: Райчо Райчев

## Народна република България
- 1944 – 1949: Тодор Боров
- 1949: Трайчо Костов
- 1949 – 1960: Георги Михайлов Добрев
- 1964 – 1965: Орлин Василев
- 1965 – 1982: Константинка Калайджиева
- 1983 – 1989: Петър Караангов
- 1990 – 1991: Атанас Натев

## Република България
- 1992 – 1995: Александра Дипчикова
- 1996 – 1997: Вера Ганчева
- 1997 – 1998: Кирил Топалов
- 1998 – 2016: Боряна Христова
- 2016 – 2025:  Красимира Александрова
- 2025 –      : Калина Иванова